# 2506 Pirogov

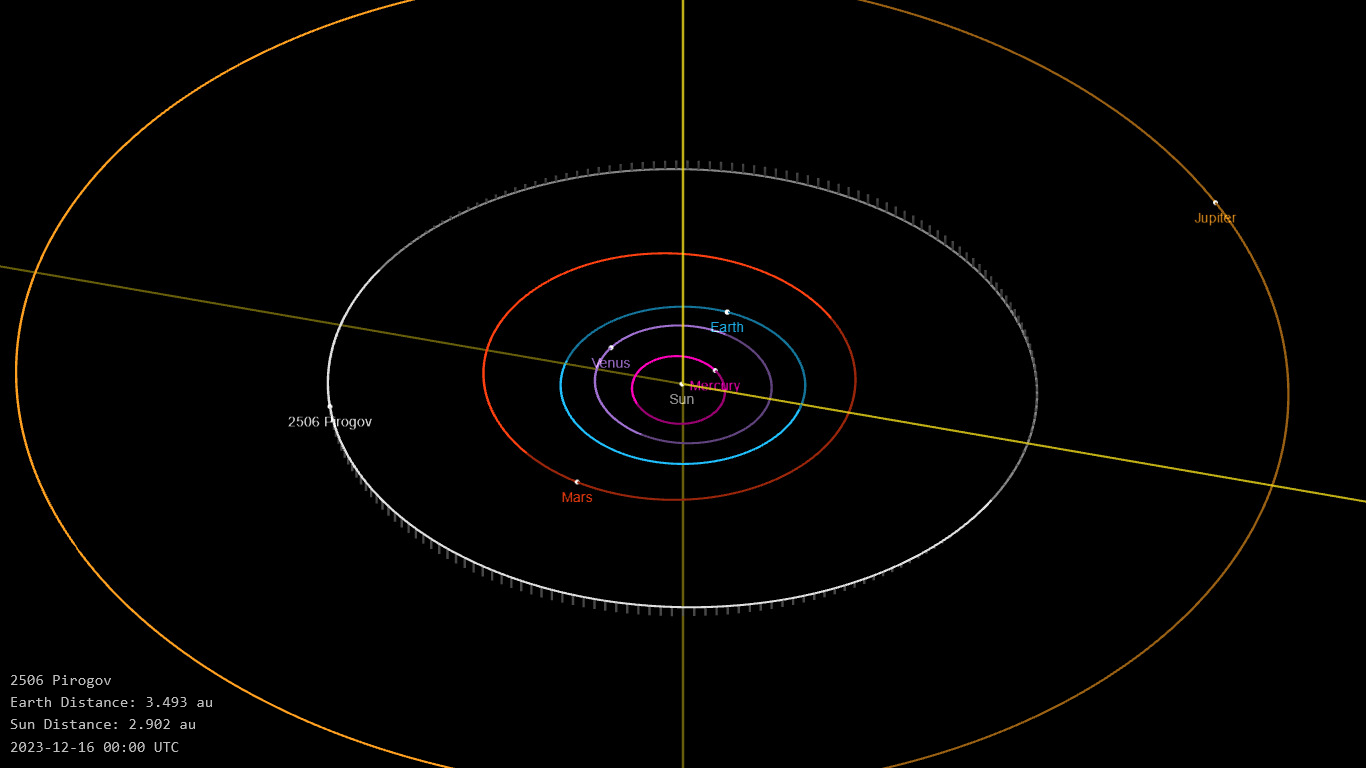

2506 Pirogov è un asteroide della fascia principale. Scoperto nel 1976, presenta un'orbita caratterizzata da un semiasse maggiore pari a 2,8997673 UA e da un'eccentricità di 0,0236023, inclinata di 2,16413° rispetto all'eclittica. 
L'asteroide è stato battezzato in onore del medico russo Nikolaj Ivanovič Pirogov.